# 澳門百利宮
澳門百利宮（英語：The Plaza Macao）位於澳門路氹城金光大道的威尼斯人度假村旁，是一個集酒店、購物、消閒及娛樂於一身的五星级酒店發展項目，於2008年8月28日正式開幕，其中酒店主樓設有360間客房，多家中西餐廳，另設全澳首個人造衝浪泳池以及一家內設14房的高級水療中心。

## 特色
整個投資項目由威尼斯人(澳門)興建，項目內包括一個集180家品牌名店的「四季·名店」購物廊（The Shoppes at Four Seasons）、「澳門四季酒店」（Four Seasons Hotel Macau, Cotai Strip）酒店大樓、「百利沙娛樂場」（The Plaza Casino）以及與酒店主體建築分隔，位於百利沙娛樂場之上，供貴賓專享的御匾豪園（Paiza mansions）。威尼斯人方面邀請四季酒店集團入主管理項目的酒店部份，四季酒店方面更宣稱「不出酒店就能感受到澳門的獨特文化」。

## 設施

### 澳門四季酒店

澳門四季酒店

「澳門四季酒店」是路氹金光大道中第二家落成的酒店項目。酒店主要以提供個性化服務為主，同時為客人提供多樣的服務及娛樂設施，酒店大樓是獨立建築，大樓內並不設有娛樂場設施。酒店內備有餐飲及多種康樂設施，包括環礁湖游泳池、水療室、健身室、瑜伽室、手部及足部護理和理髮中心等。多個會議及宴會場地總面積更達2,555平方米，可為不同種類的活動提供多樣化的場地選擇。
酒店客房以中式風情設計，設有不同大小的房間共360間，酒店客房的分類非常細緻，一共分為8種不同形式的客房設置，但主要可分為客房及套房兩大類。住宿日期由2008年10月1日開始。
客房在2016年10月開始進行翻新，改為較現代的設計，並更換傢俬及若干固定裝置。

### 四季·名店

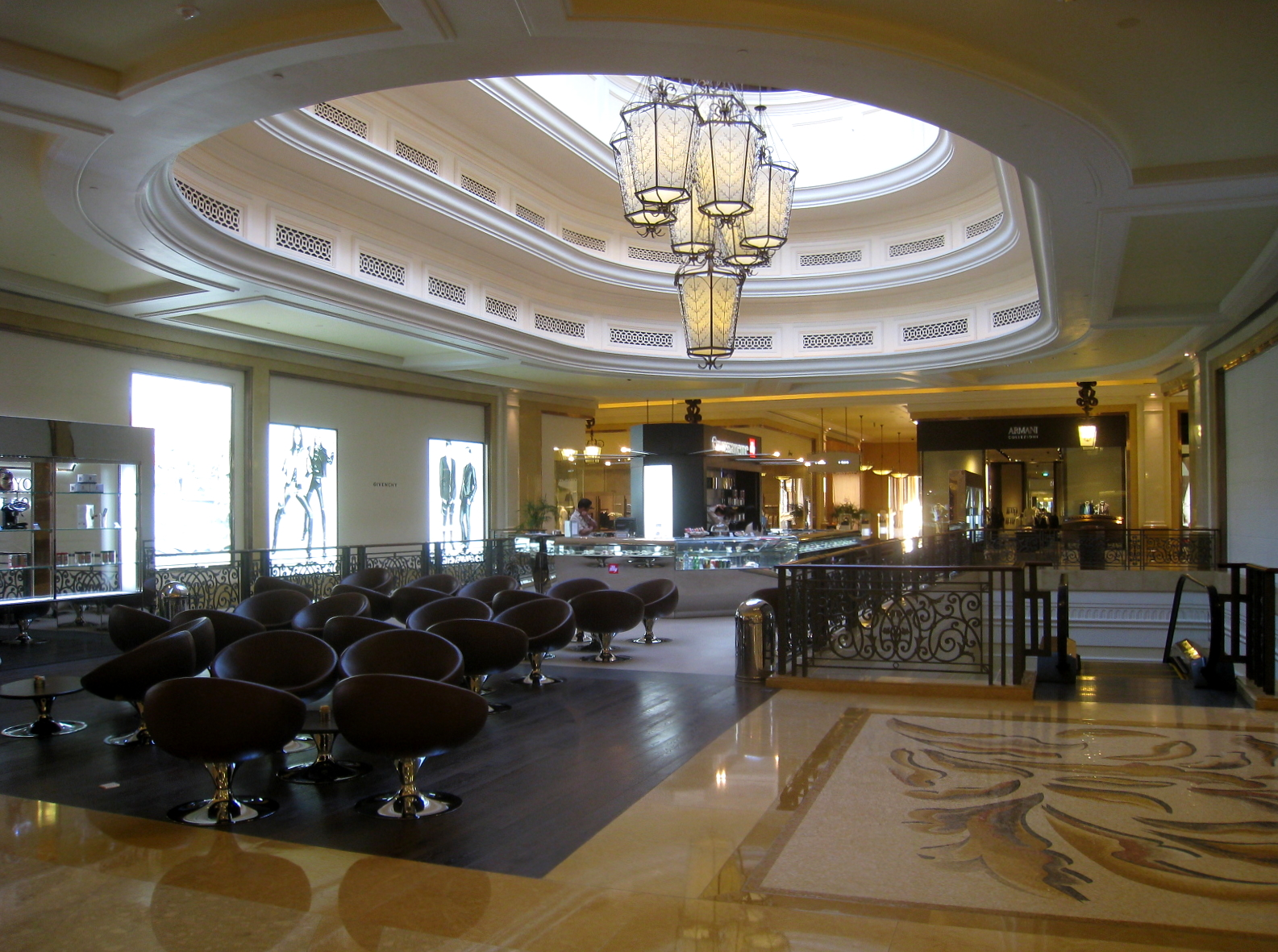
四季．名店

「四季·名店」購物廊樓高三層，面積達26萬平方尺，於2008年7月25日正式開幕。購物廊號稱「澳門首個豪華購物中心」，由威尼斯人(澳門)管理及營運，主力走高檔路線，因此在內的逾百家不同商戶店舖中，包括了Gucci、LV、Dior、FENDI、勞力士等高檔名店，此外還包括上海灘在內等逾六十個品牌會在四季．名店首度落戶。除提供數十款世界各頂級品牌的限量版精品外，還提供私人購物指導、形象顧問、酒店送遞服務。不過自2010年初開始，多間商戶陸續結業，部分店舖一直空置。
到2014年，商場重新定位，四季名店進行翻新，新建成七間樓高兩層、佔地共 39,000 平方呎的店舖，為數個頂級奢華品牌提供零售空間。包括 Bally、 Dolce & Gabbana、 Escada、 Fratelli Rossetti、 Jimmy Choo、 Kurt Geiger、 Lana Marks、 MCM、Marina Rinaldi 及 Rene Caovilla。
該購物廊位於四季酒店與澳門威尼斯人渡假村之間的一座建築內，位置四通八達；購物廊正門設於一層，而一層設有三條全封閉式通道通往不同地點，北面兩條分別可通往澳門威尼斯人渡假村、威尼斯人劇院以及大運河購物中心；南面一條通往四季酒店，一條通往百利沙娛樂場及的士站；二層北面連接大運河購物中心，南接百利沙娱樂場及澳門巴黎人，西面將連接澳門倫敦人（舊稱金沙城中心）。而最底層則是DFS巴士站，為DFS專車使用。

#### DFS環球免稅店
「DFS 環球免稅店」設於「四季·名店」購物廊一層，於2008年8月1日舉行開幕儀式，是全球最大的免稅商店。該店舖總面積達12,000平方米，是集團設於全球的商舖中面積第三大。DFS環球免稅店集合了110個世界品牌，共劃分為三個區域，包括網羅18個頂級品牌的「時尚世界」；「美容世界」方面則有45個護膚化妝品系列；而「奢華世界」擁有26個名牌名錶、珠寶品牌。

### 百利沙娛樂場
「百利沙娛樂場」是澳門百利宮項目中的一個娛樂場項目，位於「四季·名店」旁，之間設有全封閉式通道，由威尼斯人(澳門)經營及管理。

### 御匾豪園
御匾豪園位於百利沙娛樂場上，備有19間豪華套房，包括面積364平方米的兩房單位，以及超過760平方米的四房單位。酒店採用Art Deco裝飾派藝術、古典風情和現代時尚等三種風格，套房內的擺件及藝術珍品多達900多件，總值達210萬美元。
御匾豪園只限特邀貴賓入住，並提供勞斯萊斯/邁巴赫轎車接送服務。客人可享用私人水療，私人博彩娛樂房間，以及私人飛機往來並住宿集團於新加坡的濱海灣金沙酒店御匾豪園等。浴室均設電視、地板式採暖系統，還有意大利名牌Bulgari的沐浴用品，足不出戶，也可享受奢華優悠的生活體驗。5881號總統套房，室內裝修豪華，配備獨立健身室、按摩室、卡拉OK房，還有酒吧和廚房。

## 影集

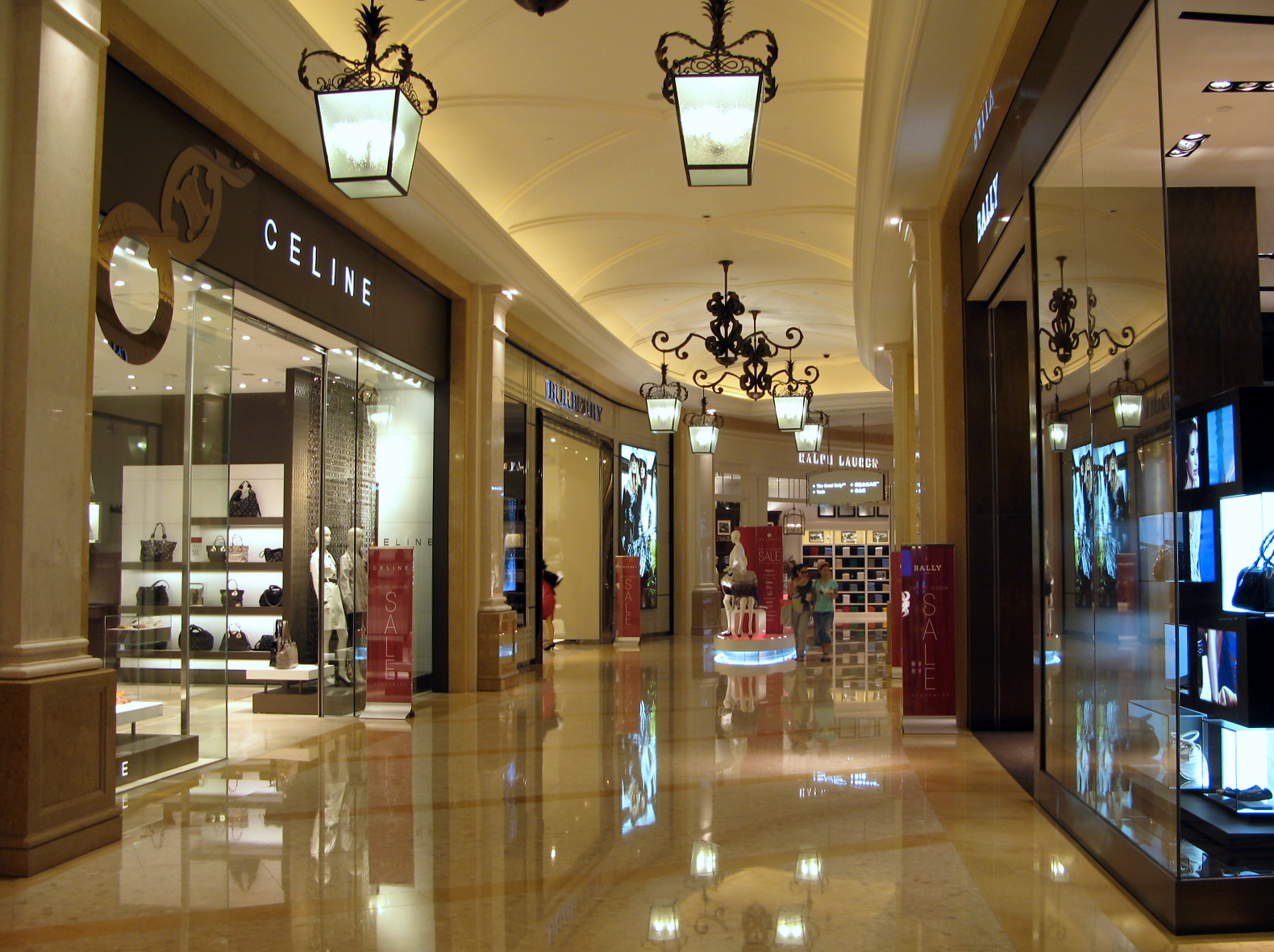
「四季．名店」一樓
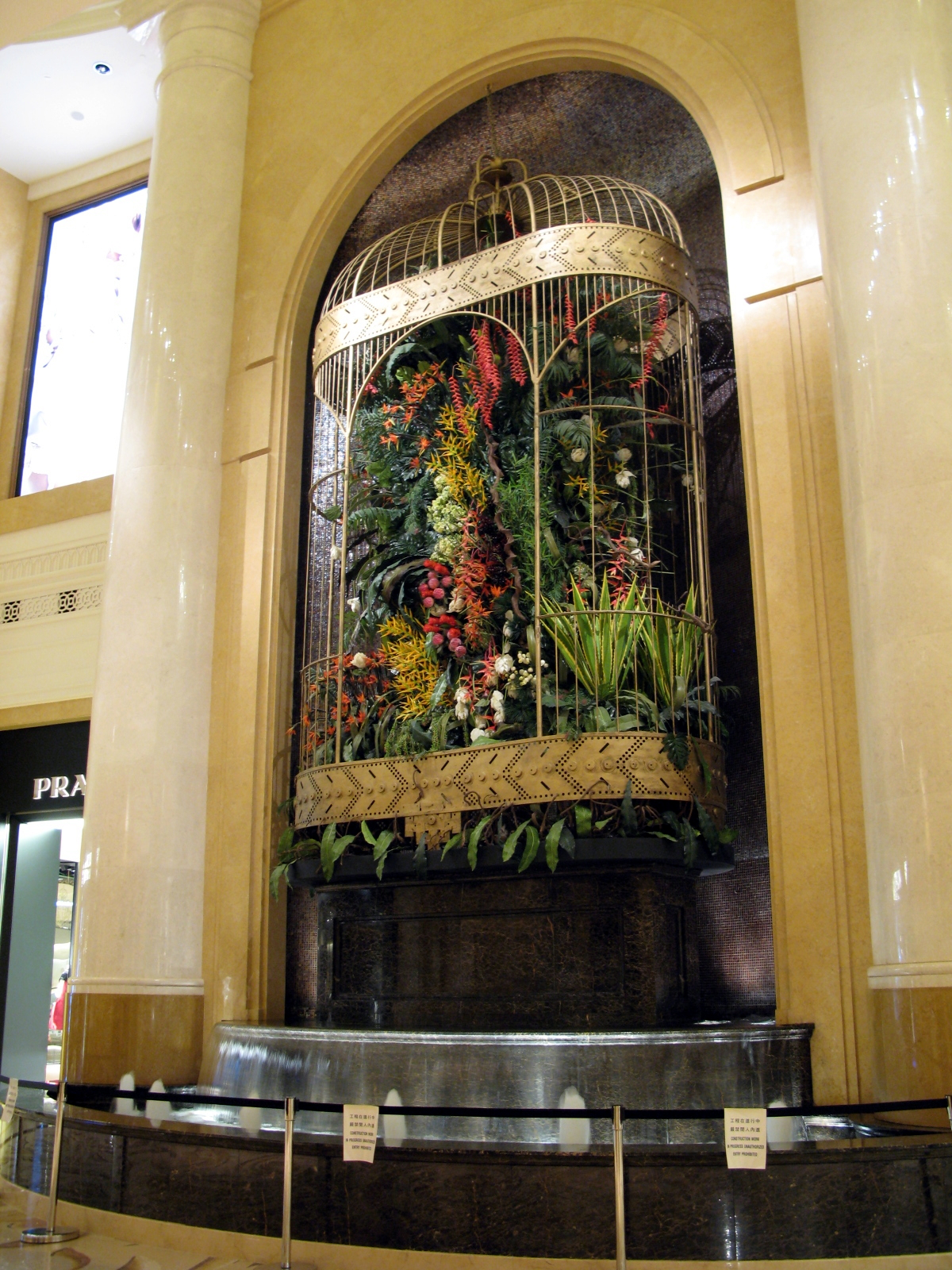
「四季．名店」入口的雀籠
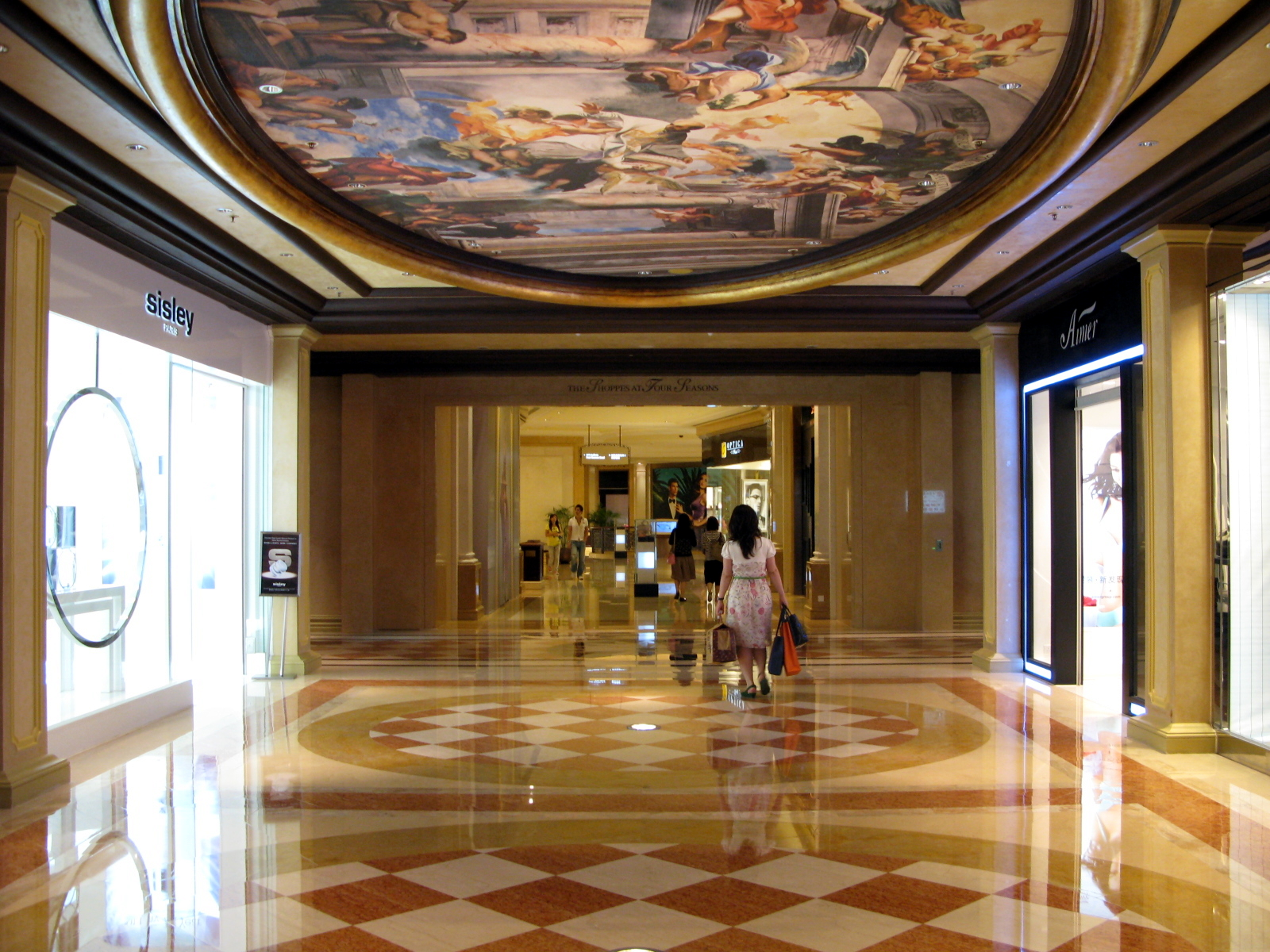
大運河購物中心連接四季·名店購物廊通道
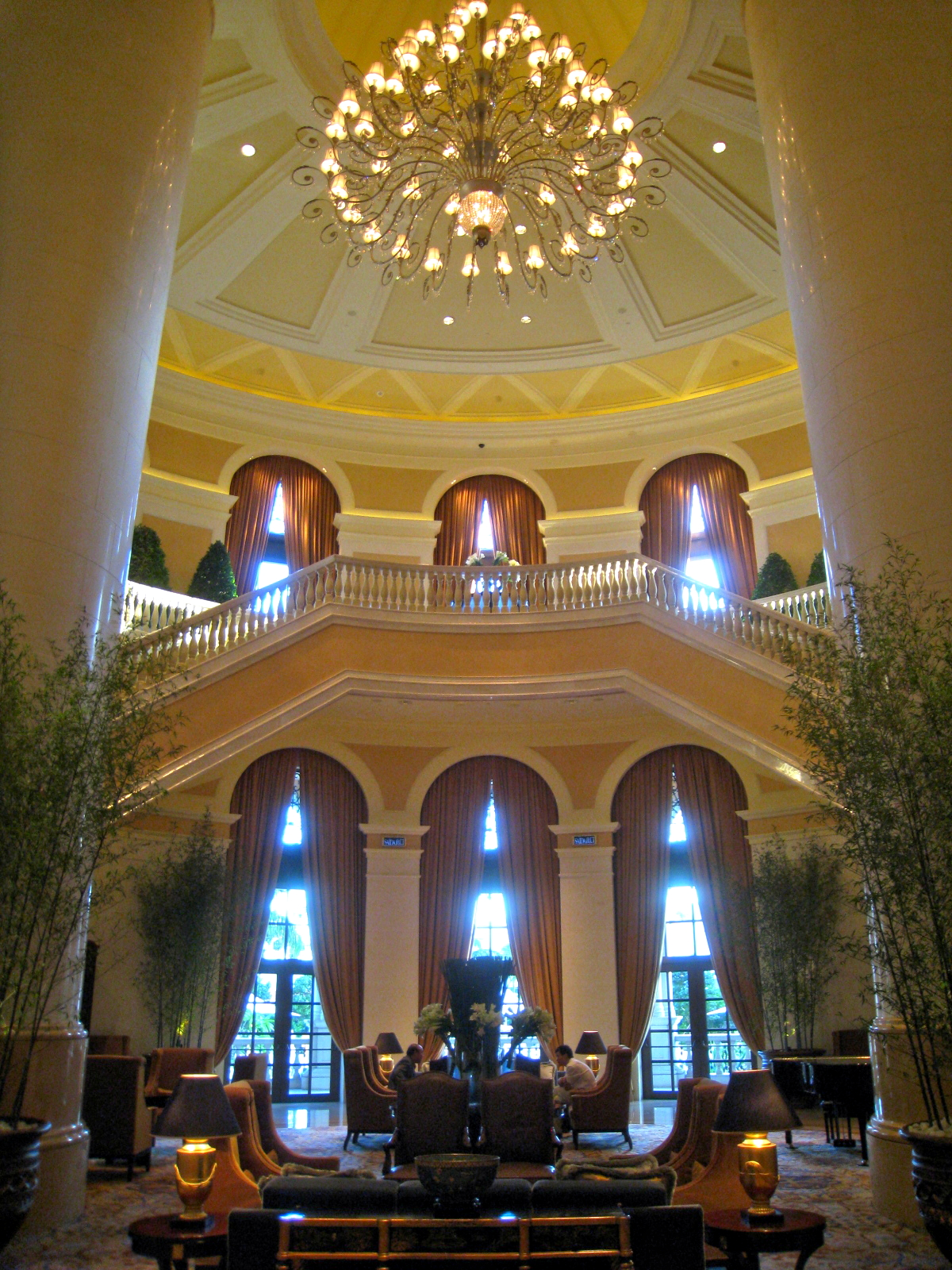
酒店大堂
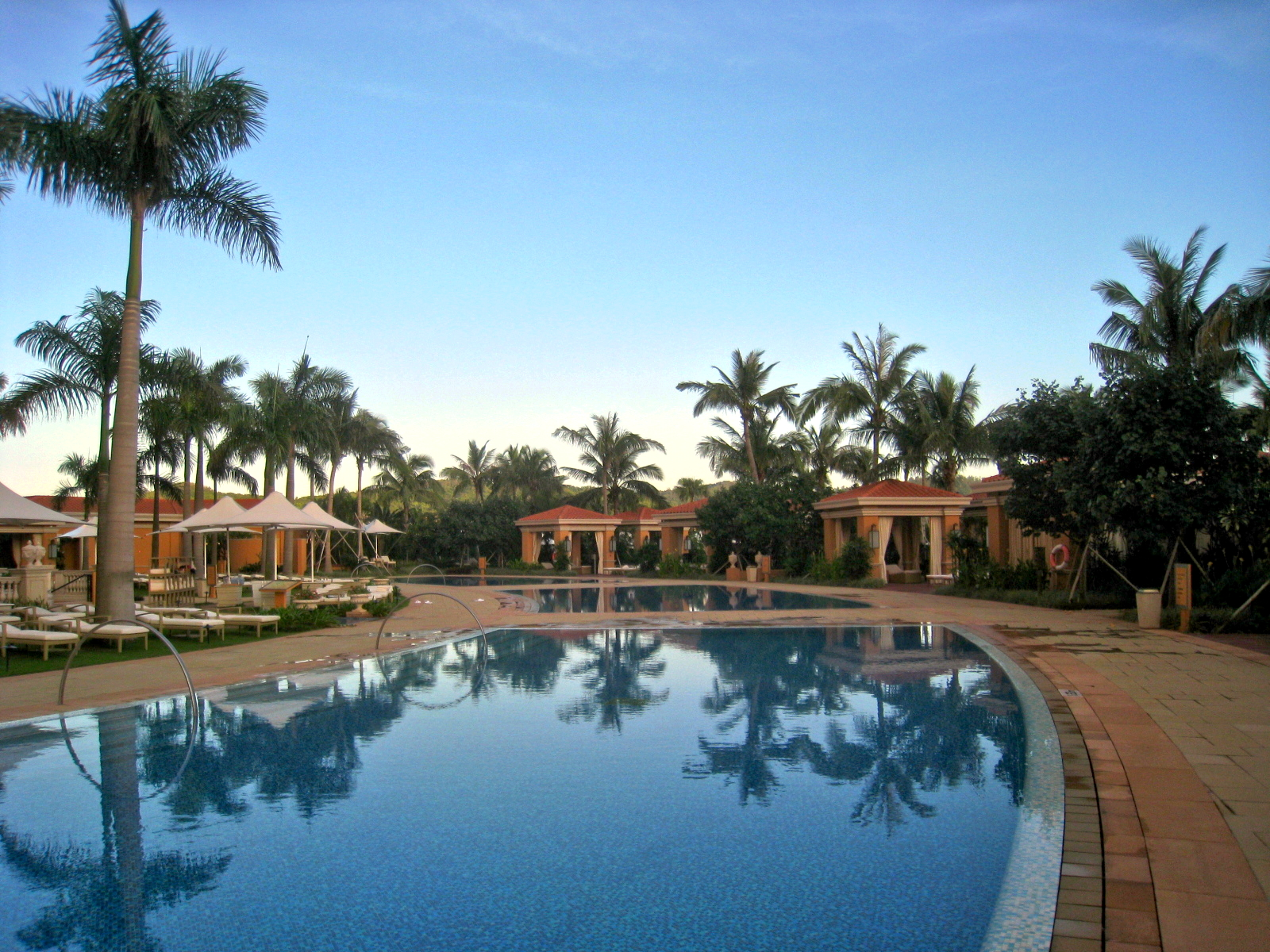
環礁湖游泳池
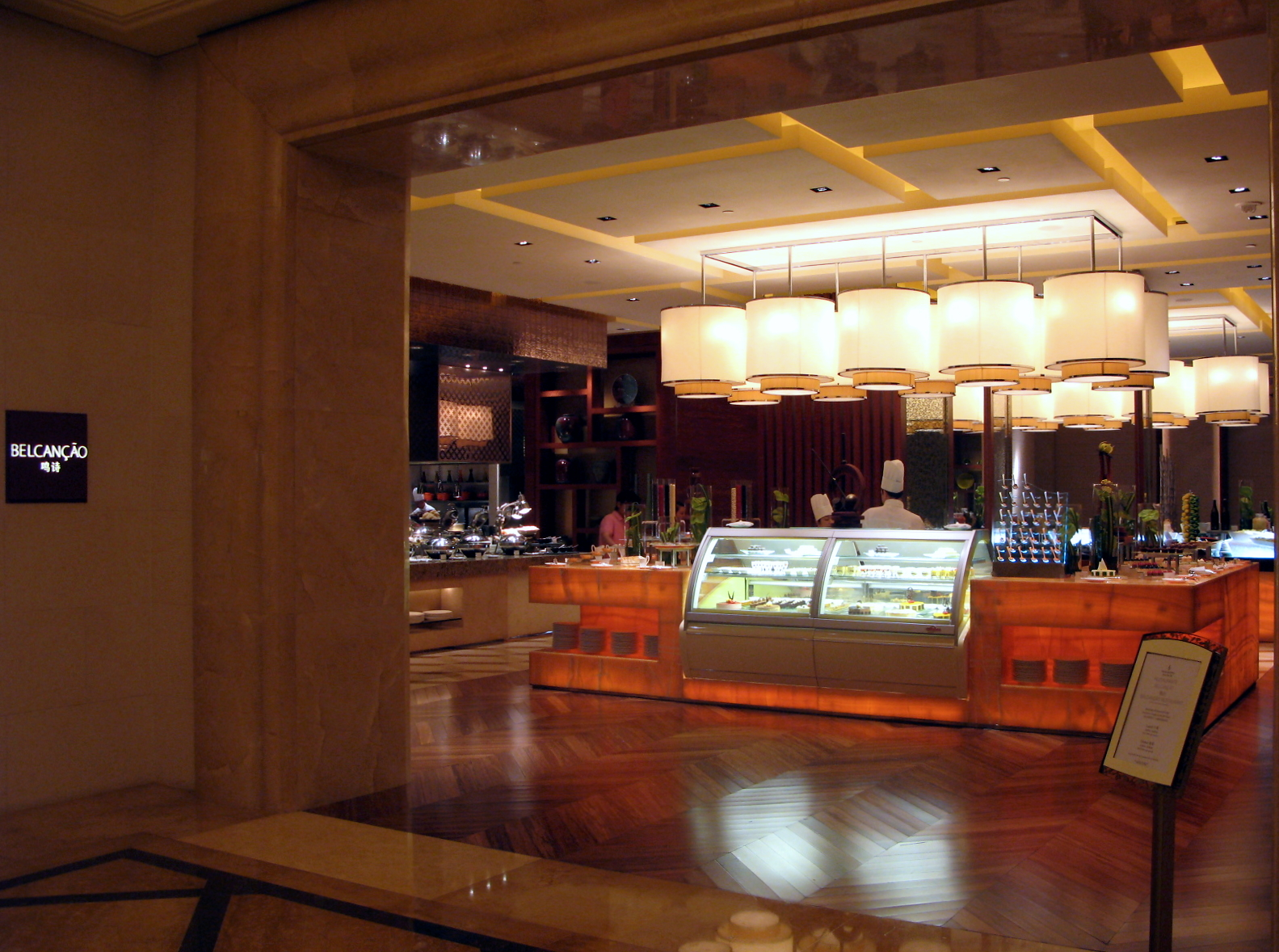
Belcancao餐廳
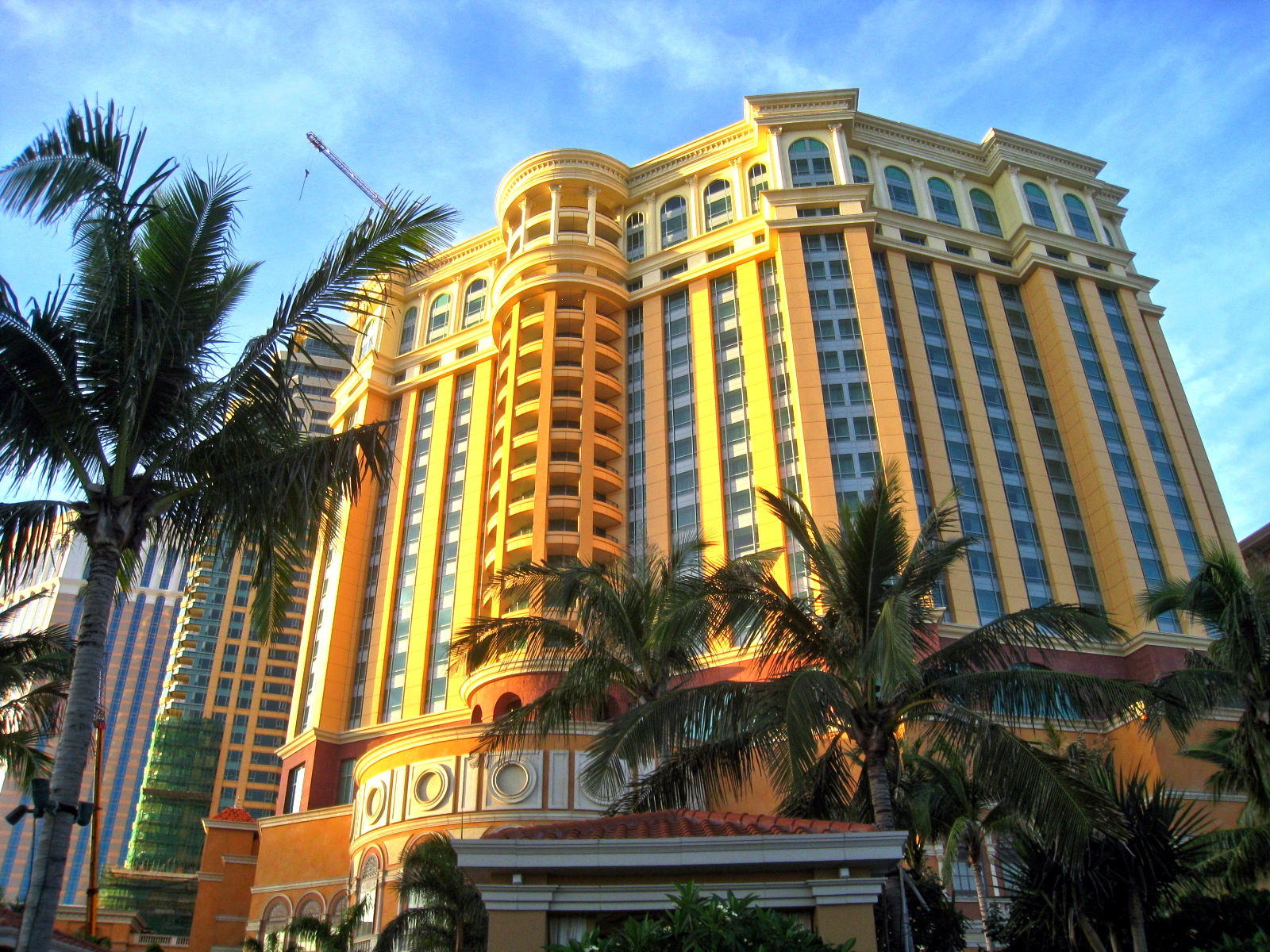
近攝四季酒店 (澳門)
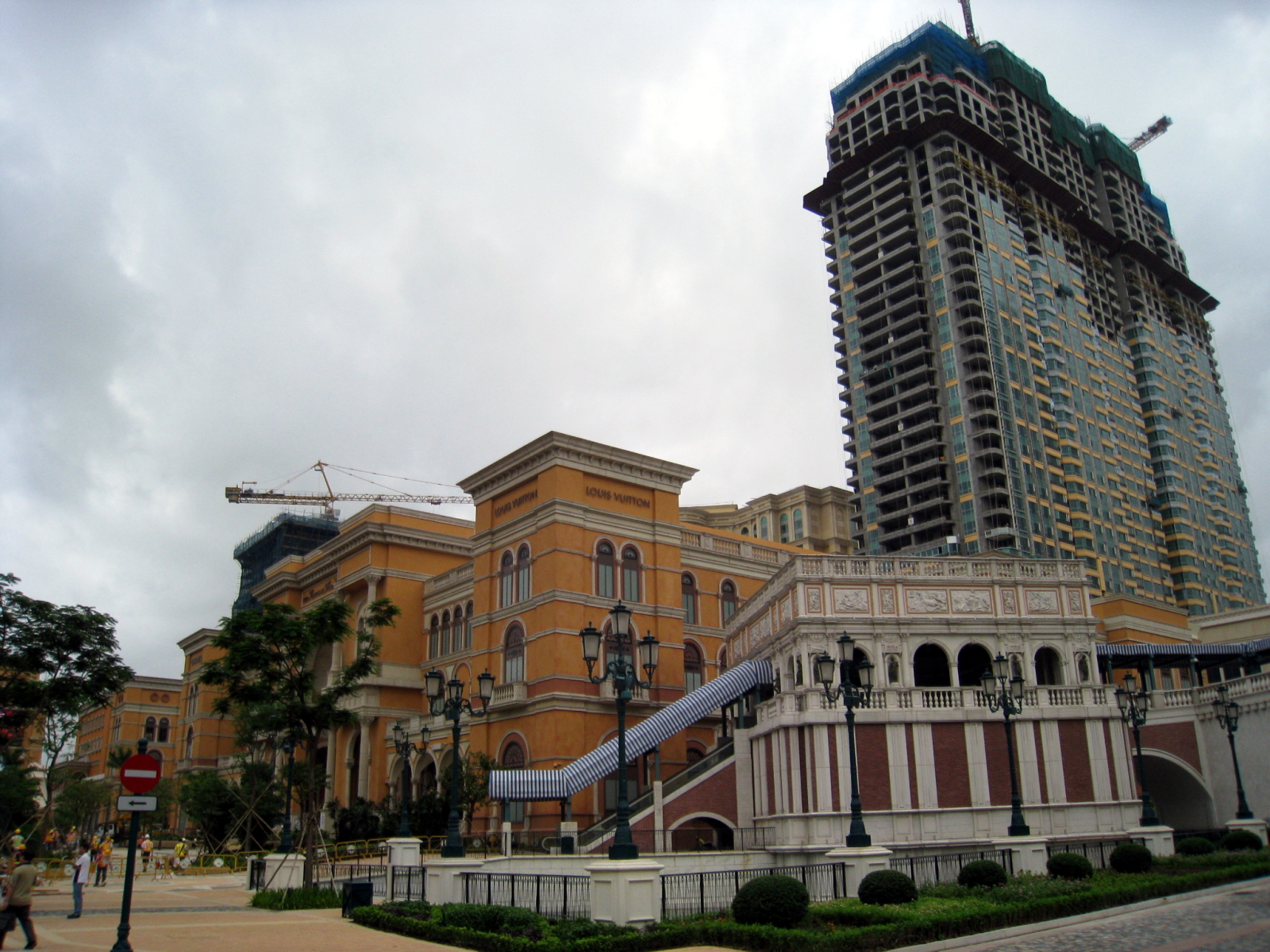
興建中的四季酒店(2008年6月)

## 鄰近建築／景點
| 景點 - 路環小型賽車場 - 澳門賽馬會 - 澳門國際遊艇俱樂部 旅館或商業項目 - 皇庭海景酒店 - 澳門葡京人 | 建設 - 路氹國際體育綜合體 - 澳門東亞運動會體育館 （澳門蛋） - 保齡球中心 - 網球學校 - 國際射擊中心 - 澳門戶外表演區 - 澳門科技大學 - 科大醫院 - 蓮花大橋 - 東方高爾夫球會 - 離島醫院綜合體北京協和醫院澳門醫學中心 - 駕駛學習暨考試中心 - 澳門鏡湖護理學院 | 「路氹金光大道™」商標項目 - 澳門威尼斯人度假村酒店 - 金光綜藝館 - 澳門百利宮 - 四季酒店 - 百利沙娛樂場 - 四季·名店 - 澳門倫敦人 - 康萊德酒店 - 倫敦人酒店 - 倫敦人名匯 - 瑞吉酒店 - 澳門巴黎人 - 巴黎人酒店 | 路氹城其他大型項目 - 新濠天地 - 頤居 - 迎尚酒店 - 君悅酒店 - 摩珀斯酒店 - 新濠大道 - 澳門銀河 - 澳門銀河酒店 - 澳門大倉酒店 - 澳門悅榕庄酒店 - 澳門JW萬豪酒店 - 澳門麗思卡爾頓酒店 - 澳門百老匯 - 萊佛士酒店 - 安達仕酒店 - 澳門嘉佩樂酒店 - 新濠影滙 - 新濠影滙酒店 - 澳門W酒店 - 永利皇宫 - 永利皇宮酒店 - 美獅美高梅 - 上葡京 |

## 交通

### 公共交通
T363 連貫公路／威尼斯人（Est. do Istmo／Venetian）
路線：15、21A、25、25AX、25B、26、26A、56、MT4、N3
T375 連貫公路／新濠天地（Est. do Istmo／C.O.D）
路線：15、21A、25、25AX、25B、25BS、26、26A、51X、56、73S、MT4、N3
T376 連貫公路／巴黎人（Est. do Istmo／Parisian）
路線：15、21A、25、25AX、25B、25BS、26、26A、51X、56、73S、701X、MT4、N3

## 事件
- 2020年2月8日，受新型冠狀病毒疫情影響，澳門四季酒店暫時停業，直至另行通知。[10]
- 2022年6月中下旬，澳門爆發新一輪COVID-19大規模疫情，旗下商場“四季名店”有多名員工先後確診或列為無症狀感染者，當局懷疑該感染途徑估計是與相關病例除下口罩交談有關[11][12]；而新型冠狀病毒感染應變協調中心在發生群組感染後的處理方法包受批評，7月5日，人民日報海外網發表評論文章，標題為“病毒面前沒有優等生幸運兒”，其中以四季名店群組感染為例批評相關防疫部門後知復覺，導致該群組引發的社區傳播鏈不斷擴大[13]。 事後，衛生局於7月4日晚上發出通告要求四季名店一樓所有店鋪關閉[14]；直至7月6日防疫記者會上，衛生局傳染病防控處處長梁亦好宣佈由於四季名店二樓在7月5日亦出現核酸陽性個案，所以由當天起要求四季名店二樓及M樓層相關店鋪關門[15]。
- 2022年11月中旬，該酒店旗下的四季名薈38樓內的VISTA 38餐廳爆發疫情，由兩名從海外返澳復陽人士引起而傳染同住人士，該同住人士為該餐廳中的實習職員，其後有職員和食客先後受到感染[16][17][18]。

## 外部連結
- 金沙中國有限公司 - 澳門百利宮
- 澳門四季酒店網頁 （页面存档备份，存于）
- 四季·名店網頁